# الاتجار بالبشر في كوريا الشمالية
يشمل الاتجار بالبشر في كوريا الشمالية (جمهورية كوريا الديمقراطية الشعبية) كلًا من الرجال والنساء والأطفال بغرض العمل بالسخرة و/أو الاستغلال الجنسي التجاري من قبل المهربين (البلد الأصلي).

## أنواع الاتجار بالبشر

### النساء والفتيات
يشمل النمط الأكثر شيوعًا للاتجار بالنساء والفتيات الكوريات الشماليات إجبارهن على الزواج أو الدعارة في الصين. تهاجر النساء والفتيات من كوريا الشمالية إلى الصين، بمساعدة وسيط غالبًا، بحثًا عن الطعام والعمل والحرية وآفاق حياة أفضل. تعمل شبكات الاتجار بين الصينيين-الكوريين والكوريين الشماليين (أغلبهم من الرجال) على طول الحدود بين الصين وكوريا الشمالية، ويقال أنهم يعملون مع حرس الحدود الصينيين والكوريين الشماليين في استغلال النساء لغرض الزواج أو الدعارة في الصين.
تمر نساء كوريا الشمالية على أيادٍ عديدة، إذ ينخرط في عملية الاتجار بهن سماسرة عدة. في بعض الحالات، يقوم الأصدقاء والجيران والمعارف في القرية بنقلهم إلى تجار البشر. تتعرض بعض نساء كوريا الشمالية المستضعفات اللاتي يشقن طريقهن إلى الصين للإغراء أو التخدير أو الاختطاف من قبل المتاجرين بالبشر بمجرد وصولهن. تعرض على أخريات فرص عمل، ولكن يجري الاتجار بهن بعد ذلك للعبودية القسرية من خلال زواجهن بالإجبار برجال صينيين، غالبا من أصل كوري، أو البغاء القسري في بيوت الدعارة، أو صناعة المحتوى الجنسي عبر الإنترنت. في التسعينيات، بلغت أسعار النساء من مختلف الأعمار نحو 3 آلاف دولار لكل طفل أو امرأة. في عام 2014، انخفض السعر إلى حد كبير ليصل إلى 200 دولار، حسب ما أفادت يون مي بارك ضمن قمة زعماء وان وورلد يونغ.
تجبر بعض النساء على العمل مضيفات في النوادي الليلية وحانات الكاريوكي. معظم الضحايا لا يستطعن تكلم اللغة الصينية ويحتجزن كسجينات من قبل المتاجرين بهن. إذا ما عثرت السلطات الصينية على هؤلاء الضحايا، يتم ترحيلهن إلى كوريا الشمالية، حيث قد يواجهن عقوبة قاسية، إذ ربما يخضعن للعمل القسري في معسكرات العمل. تقدر المنظمات غير الحكومية والباحثون أن عشرات الآلاف من الكوريين الشماليين الذين لا يحملون وثائق شخصية يعيشون حاليًا في شمال شرق الصين، وأن 70% منهم من النساء.
لا توجد معلومات موثوقة حول عدد هؤلاء الكوريين الشماليين الذين تم تهريبهم أو الذين تعرضوا للاتجار بهم، ولكن وضعهم في الصين كمهاجرين اقتصاديين معرضين للترحيل إلى كوريا الشمالية يجعل منهم فريسة سهلة للاتجار. فرضت السلطات الصينية إجراءات صارمة على الحركة عبر الحدود قبل ألعاب بكين الأولمبية لعام 2008، وبدا أنها استمرت في فرض تلك الإجراءات الصارمة طيلة عام 2009. تشير التقارير إلى وجود فساد شمل حرس الحدود الكوريين الشماليين لتسهيلهم الحركة عبر الحدود، خاصة للمهربين وممن امتهنوا عبور الحدود.

### العمل بالسخرة
داخل كوريا الشمالية، يشكل العمل القسري جزءًا من نظام راسخ من القمع السياسي. لا يملك الكوريون الشماليون خيارًا في الوظائف التي يعملون بها، ولا يتمتعون بالحرية في تغيير وظائفهم كما يحلو لهم؛ وتحدد حكومة كوريا الشمالية العمل الذي سيؤديه كل مواطن. في الفترة بين شهري أبريل وسبتمبر من عام 2009، أطلقت الحكومة حملة «معركة 150 يومًا» لتعزيز الاقتصاد من خلال فرضها زيادة في ساعات العمل وأهداف الإنتاج من قبل المواطنين، وتنفيذ البرامج التي فرضتها الحكومة، مثل بناء الطرق وأعمال البناء. أطلقت البلاد حملة ثانية من الاستنفار للعمل باسم «معركة 100 يوم»، مباشرة بعد انتهاء الحملة السابقة.
تنخرط حكومة كوريا الشمالية بشكل مباشر في إخضاع الكوريين الشماليين للعمل القسري في معسكرات الاعتقال. يقدر عدد المحتجزين في معسكرات الاحتجاز في المناطق النائية من البلاد بما يتراوح بين 150 ألف و200 ألف شخص؛ لم تتم إدانة العديد من هؤلاء السجناء رسميًا بجرم جنائي. في معسكرات الاعتقال، يخضع جميع السجناء، بمن فيهم الأطفال، للعمل بالسخرة، ويشمل ذلك قطع الأشجار والتعدين والزراعة لساعات طويلة تحت ظروف قاسية. تشير التقارير إلى أن السجناء السياسيين يعانون من ظروفًا عسيرة، تشمل قلة الطعام أو الرعاية الطبية، والعقوبات الوحشية؛ ولا يتوقع من العديد منهم البقاء على قيد الحياة. أصيب العديد من السجناء بالمرض أو توفوا بسبب ظروف العمل القاسية، وعدم كفاية الطعام، والضرب، ونقص الرعاية الطبية، والظروف غير الصحية.

### العمال الكوريون الشماليون المرسلون للخارج
تجند حكومة كوريا الشمالية العمال بموجب عقود ثنائية مع حكومات أجنبية، تشمل روسيا، ودول في أفريقيا، ووسط وشرق أوروبا، وشرق وجنوب شرق آسيا، بما في ذلك منغوليا، والشرق الأوسط. تشير تقارير موثوقة أن العديد من العمال الكوريين الشماليين الذين يرسلهم النظام إلى الخارج بموجب هذه العقود يخضعون للعمل بالسخرة، مع خضوع تحركاتهم واتصالاتهم للمراقبة الدائمة وفرض القيود عليهم من قبل «حراس» تابعين لحكومة كوريا الشمالية.
تشير تقارير موثوقة إلى أنهم يواجهون تهديدات من الحكومة بالانتقام منهم أو من أقاربهم في كوريا الشمالية في حال حاولوا الفرار أو تقديم شكوى لأطراف خارجية. تودع رواتب العمال في حسابات تسيطر عليها حكومة كوريا الشمالية، التي تحتفظ بأغلب الأموال، مطالبة بتحصيل رسوم على مختلف المساهمات «الطوعية» تجاه مساعٍ حكومية. لا يحصل العمال إلا على جزء بسيط من الأموال التي تدفع لحكومة كوريا الشمالية نظير عملهم.
تشير التقديرات إلى أن عشرات الآلاف من العمال الكوريين الشماليين يعملون في معسكرات قطع الأشجار الروسية، حيث يقال إن لديهم يومين فقط من الراحة سنويًا، ويواجهون عقوبات حال فشلهم في تلبية أهداف الإنتاج. يقال إن أجور بعض العمال من كوريا الشمالية الذين يعملون في روسيا حجبت إلى حين عودتهم إلى ديارهم، إذ تستخدم سلطات كوريا الشمالية تكتيكًا قسريًا يجبرهم على العمل. يعمل عمال من كوريا الشمالية في مشاريع مشتركة مع مستثمرين أجانب داخل كوريا الشمالية بموجب ترتيبات مماثلة لتلك التي تنطبق على العمال المتعاقدين في الخارج.
منذ أن أصبح كيم جونغ أون زعيمًا لكوريا الشمالية في عام 2011، تزايد عدد العمال الذين يرسلون إلى الخارج على نحو متسارع من أجل الحصول على النقد الأجنبي وتجاوز العقوبات الدولية. في عام 2012، قدر أن ما يتراوح بين 60 ألف إلى 65 ألف من الكوريين الشماليين قد أرسلوا إلى الخارج للعمل في أكثر من 40 بلدًا. قدر عدد هؤلاء العمل في عام 2015 بنحو 100 ألف عامل. في عام 2016، حصلت كوريا الشمالية على مبلغ 1.6 مليار جنيه إسترليني (حوالي 2.3 مليار دولار أمريكي) سنويًا من العمال الذين يرسلون إلى الخارج وفقا لأحد المصادر، و1 مليار جنيه إسترليني (حوالي 1.3 مليار دولار أمريكي) حسب ما أفاد مصدر آخر.